# Philippe Laguérie
Philippe Laguérie (Sceaux, 30 de septiembre de 1952) Presbítero católico francés. Superior del Instituto del Buen Pastor adherido a las corrientes tradicionalistas católicas.

## Biografía

### La Fraternidad San Pío X
Nacido en una familia católica, entró en el seminario de Écône en la Fraternidad Sacerdotal San Pío X (FSSPX) y fue ordenado sacerdote el 29 de junio de 1979 por Monseñor Lefebvre. Uno de sus hermanos también es un sacerdote de esta fraternidad. 
Desde 1984 se hizo cargo del Monseñor François-Bourget Ducaud como cura de la Iglesia de Saint-Nicolas-du-Chardonnet, situada en París, donde tendrá oportunidad de casar a Albert Spaggiari y Emilia de Sacco. Desempeñó este cargo durante 13 años hasta 1997 y los intentos de marzo de 1993, con la ayuda de 400 fieles, de ocupar la iglesia de Saint-Germain-l'Auxerrois (también en París). Perseguido por la policía, es sancionado el 10 por abate Paul Aulagnier y luego perdonado el 14. En 1998, se incorporó a Burdeos, donde recibió en 2002 del ayuntamiento permiso para utilizar la Iglesia de Saint-Eloi al lado de la Grosse Cloche, iglesia en desuso desde 1981 a 2001 que reabre al culto. 
En respuesta a las críticas formuladas en cartas particulares a algunos de sus colegas sobre el funcionamiento de los seminarios FSSPX y unos meses antes del Capítulo General, que ha representado a su mejor de los casos, es excluye por el superior de la FSSPX, el obispo Bernard Fellay el 16 de septiembre de 2004. 